# Silvano del Monte Athos
(Citazione di San Silvano del Monte Athos)
Simeone Ivanović Antonov (in russo Семён Иванович Анто́нов?), più noto come Silvano del Monte Athos o Silvano Athonita (Šovskoe, 1866 – Monte Athos, 24 settembre 1938), fu un mistico cristiano di origine russa.

## Biografia
Nato a Šovskoe, nell'Oblast' di Lipeck nella Russia europea, nel 1892 dopo aver svolto servizio militare nell'esercito imperiale lasciò la Russia per recarsi al Monte Athos, nell'odierna Grecia, presso il monastero della comunità ortodossa russa di Panteleimon, dove nel 1896 ricevette i voti monastici e il nome di Silouan (il nome russo per il biblico Silvanus, in italiano Silvano). Nel 1911 ricevette il titolo di schimonaco, titolo riservato agli asceti più esperti. Lavorò nel latifondo del monastero nei pressi di Salonicco chiamato Kalamareia e poi al mulino del suo monastero. Poi si ritirò nella skita del vecchio Rossikon, dove si ritiravano molti asceti e starec. Dopo un anno e mezzo di vita ascetica, venne richiamato al monastero, per assumervi l'incarico di economo alle costruzioni. Morì il 24 settembre 1938. Fu canonizzato il 26 novembre del 1987 dal Patriarca di Costantinopoli Dimitrios I. 
Ebbe la grazia della preghiera continua ed ebbe la visione del Cristo oltre a soffrire molto da parte di demoni. Ma l'esperienza mistica che più lo marcò, avvenne attorno all'anno 1906, quando in preda a grande sconforto per non riuscire a estirpare i suoi sentimenti di orgoglio, così si rivolse a Dio: «Signore, tu vedi che cerco di pregarti con spirito puro, ma il demonio me lo impedisce». Ricevette allora nel suo cuore questa risposta: «Gli orgogliosi devono sempre soffrire da parte dei demoni». Silvano rispose: «Allora, Signore, dimmi cosa devo fare perché la mia anima diventi pura». Di nuovo ricevette la risposta: «Tieni il tuo spirito in inferno e non disperare mai».
In realtà, proprio per essersi accusato, lui stesso di essere un orgoglioso, e aver pregato Dio di estirpargli questo sentimento, ha mostrato un grande spirito di umiltà.
Nonostante non avesse ricevuto una istruzione superiore, assunse grande fama presso i pellegrini che lo cercavano per i suoi utili consigli, tra essi anche altri prelati, vescovi e cattedratici. Il monaco cattolico Thomas Merton lo definì «il più autentico monaco del ventesimo secolo».